# Asquenazí

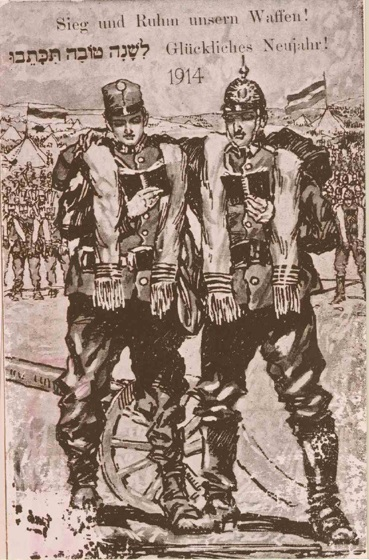
Soldados asquenazíes en Rosh Hashaná, 1914.

Asquenazí o asquenazi —también escrito como: askenazí o askenazi—, es el nombre dado a los judíos que se asentaron en la Europa Central y Oriental. Se establecieron principalmente en Alemania, Austria, Hungría, República Checa, Eslovaquia, Polonia, Ucrania, Rumania, Moldavia, Rusia, Bielorrusia, Lituania y Letonia. Los asquenazíes son los descendientes de las comunidades judías medievales establecidas a lo largo del Rin, desde Alsacia, al sur, hasta Renania, en el norte. Ashkenaz, término hebreo medieval comúnmente empleado para designar a Alemania, es también el nombre dado en dicha lengua a toda la región del centro y este europeo, mientras que asquenazí es un vocablo que designa de un modo general a la población judía que desciende de los mencionados judíos que se asentaron en la Europa central y oriental. Desarrollaron costumbres y leyes particulares, que los diferencian de otros grupos del pueblo judío (sefardíes y mizrajíes, por ejemplo). Los asquenazíes desarrollaron su propia lengua, el yidis, que combina términos provenientes de diversos dialectos alemanes junto con algunos de origen eslavo y hebreo.

## Terminología
El vocablo «asquenazí» tiene su origen en el personaje bíblico Ashkenaz, en hebreo אַשְׁכְּנָז y en asirio Aškūza, bisnieto de Noé; (Génesis X, 3).
Durante la Edad Media, el término geográfico Ashkenaz se asimiló a Alemania —quizás a causa de cierta similitud con Sajonia— que pasó a ser el centro vital del judaísmo centroeuropeo o asquenazí.
Muchos de los asentados originalmente en esta región emigraron más tarde a otras zonas de Alemania, Hungría, Polonia, Rusia y, en general, a los países de la Europa oriental entre los siglos X y XIX. Desde el Medioevo hasta la primera mitad del siglo XX, el idioma común entre los judíos asquenazíes era el yidis o judeoalemán. Existió otra con mucha menor extensión, el hebreo de raíz eslava —judeocheco (knaánico)— ya extinto. Este subgrupo judaico desarrolló una cultura y tradición litúrgica peculiar influenciada por el contacto con la idiosincrasia de la nación a la que pertenecían.
Aunque durante el siglo XI representaban solamente el 3 % de la población judía mundial, los asquenazíes llegaron a constituir, en su momento álgido del año 1931, el 92 % del total. Actualmente alcanzan aproximadamente el 80 %. La mayoría de las comunidades judías con una historia extensa en Europa son asquenazíes, excepto aquellas asentadas en torno al Mediterráneo (sefardíes). Una gran parte de los judíos que emigraron hacia otros continentes durante los siglos XIX y XX eran de este origen, ante todo los grupos que partieron hacia: Estados Unidos, Argentina, Brasil y Chile.

## Génesis y clasificación
Normalmente hay discrepancias acerca de quién debe ser considerado judío. Esto hace especialmente difícil definir qué es un judío asquenazí, pues implica una definición religiosa, cultural o étnica. Dado que la mayoría de estas personas ya no vive en la Europa Oriental, migraron a la Europa Occidental, el Norte de Europa y América, el aislamiento que en un momento ayudaba a distinguir la religión y cultura específicas ha desaparecido. Es más, la palabra «asquenazí» ha evolucionado y cobrado nuevo significado, particularmente en Israel. En este país suele adquirir significados que no se corresponden con los tradicionales.
Aún hoy muchas comunidades judías poseen dos sinagogas, una para realizar los rezos a la usanza asquenazí y otra para el rito sefardí. Aunque la distinción tiende a desvanecerse con el paso del tiempo, se considera que los judíos sefardíes desarrollan una actividad comunitaria más bien religiosa, mientras que las instituciones asquenazíes suelen desplegar un abanico más amplio (cultura, deportes, movimientos juveniles sionistas, teatro, política, economía, sionismo, etc.). Otra característica es que la incidencia del ateísmo y la militancia política son históricamente mayores en el mundo asquenazí. Por otro lado, el judaísmo asquenazí también incluye grupos conservadores ortodoxos en Israel.
Una secuela de la división asquenazí-sefardí, que conviene resaltar, es la existencia de un partido religioso sefaradí, el Shas, que es una de las principales fuerzas políticas en Israel.